# Золотая середина
Золотая середина (лат. aurea mediocritas) — понятие древнегреческой философии, особенно у Аристотеля, означающее желанную середину между двумя нежеланными крайностями. Так, добродетель храбрости лежит посередине между пороками безрассудства и трусости.
У Аристотеля нет прилагательного «золотая» (а сама идея умеренности как идеала возникла задолго до Аристотеля); латинское выражение пришло из десятой оды Горация (вторая книга):
Тот, кто золотой середине верен,

Мудро избежит и убогой кровли,

И того, что питает в других зависть, —

Дивных чертогов.
Современное выражение «держаться золотой середины» означает вести себя разумно, избегая крайностей в виде ненужного риска и неоправданного бездействия. Часто упоминается в ироническом смысле.